# Quebracho (Paysandú)
Quebracho es una ciudad uruguaya del departamento de Paysandú, y sede del municipio homónimo.

## Geografía
La localidad se ubica al noroeste del departamento, sobre la cuchilla del Queguay, al norte del arroyo homónimo, en el km 526 de la línea férrea Paso de los Toros - Salto y a 5 km al oeste de la ruta 3, km 430.

## Historia
Antes de su fundación, en la zona cercana a la ubicación actual de Quebracho, se libró la famosa Revolución del Quebracho de 1886, enfrentándose las fuerzas revolucionarias que nucleaban a partidarios blancos y colorados, al mando de José Miguel Arredondo y Enrique Castro, con las fuerzas del gobierno de Máximo Santos.
El proceso fundacional de Quebracho comenzó el 10 de noviembre de 1912 cuando el agrimensor Víctor Bernasconi fraccionó los terrenos de Jorge Amarillo, creándose 53 manzanas, 442 solares y 16 calles. Los primeros pobladores fueron unas 23 familias y unos 100 habitantes.
La localidad fue elevada oficialmente a la categoría de pueblo por ley 10923 del 20 de agosto de 1947, y a la categoría de villa por ley 13167 del 15 de octubre de 1963.
El 19 de mayo de 1963 se fundó la parroquia Santa Teresita del Niño Jesús de la Iglesia católica, siendo el presbítero Juan Enrique Zordán el primer cura párroco de Quebracho.
El 17 y 18 de diciembre de 1973 se realizó el primer festival local denominado Cantando al Calor del Fogón, el cual es conocido a nivel nacional. Por su continuidad, se trata del festival más antiguo del país.

## Población
Según el censo de 2011 la localidad cuenta con una población de 2853 habitantes.
| 1247          | 1507 | 1890 | 2337 | 2813 | 2853 |
| (Fuente: INE) |      |      |      |      |      |

## Economía
Es un centro de servicios con un área que combina la agricultura cerealera con la horticultura, la lechería y la ganadería extensiva mixta.